# Nemcovce (powiat Preszów)
Nemcovce (węg. Kapinémetfalu) – wieś (obec) na Słowacji położona w kraju preszowskim, w powiecie Preszów. Pierwsza pisemna wzmianka o miejscowości pochodzi z roku 1364.